# Радостное (Покровский район)
Радостное (укр. Радісне) — село в Андреевском сельском совете
Покровского района Днепропетровской области Украины.
Код КОАТУУ — 1224281209. Население по переписи 2001 года составляло 164 человека .

## Географическое положение
Село Радостное находится на правом берегу реки Гайчур, выше по течению примыкает село Новое Запорожье (Гуляйпольский район), ниже по течению на расстоянии в 1,5 км расположено село Нечаевка.
Рядом проходит автомобильная дорога Т-0401.

## История
- 1932 — дата основания.